# Pustite me da ga vidim
Pustite me da ga vidim è il terzo album in studio della cantante serba Ceca, pubblicato nel 1990.

## Tracce
1. To, Miki
2. Pustite me da ga vidim
3. Cipelice
4. Lako je tebi
5. Drugarice prokletnice
6. Sve u svoje vreme
7. Ne daj me
8. Eh, teško meni